# Radimovice (Libereci járás)
Radimovice település Csehországban, Libereci járásban. Radimovice Sychrov, Čtveřín, Pěnčín és Vlastibořice településekkel határos. Lakosainak száma 365 fő (2024. január 1.).

## Népesség
A település lakosságának változását az alábbi diagram mutatja:
| Lakosok száma | 190  | 187  | 231  | 307  | 211  | 226  | 296  | 296  | 350  | 365  |
|               | 1869 | 1890 | 1921 | 1950 | 1980 | 2001 | 2017 | 2019 | 2022 | 2024 |